# Damiano Cunego
Damiano Cunego (* 19. September 1981 in Verona) ist ein ehemaliger italienischer Radrennfahrer.

## Sportliche Karriere
Nachdem Cunego 1999 in seiner Heimatstadt Verona Straßenweltmeister der Junioren geworden war, wechselte er in das Profilager und wurde Mitglied des Saeco-Teams, das 2005 in die Mannschaft Lampre aufging. Er blieb bis 2015 bei diesem Team. Nach Aussagen seines Managers Alex Carera versteht sich Cunego gut mit der Familie Galusera, den Eigentümern von Lampre. Er soll seinen Einfluss dafür genutzt haben, dass die Sportlichen Leiter Giuseppe Martinelli im Jahr 2007 und Roberto Damiani im Jahr 2012 das Team verlassen mussten.
Seinen sportlichen Durchbruch erreichte Cunego im Frühjahr 2004: Nachdem er bereits den Giro del Trentino und den Giro dell’Appennino gewonnen hatte, startete er als Helfer des Favoriten Gilberto Simoni beim Giro d’Italia 2004. Auf der 16. Etappe nach Falzes attackierte Cunego 60 km vor dem Ziel. Der taktische Plan des Saeco-Teams bestand darin, dass die anderen Favoriten ihre Kräfte aufzehren würden und Simoni hierauf kontern könne. Da keine Reaktion auf Cunegos Angriff erfolgte, gewann er und eroberte vom Gesamtführenden Yaroslav Popovych das Maglia Rosa, das er bis zum Schluss der Rundfahrt nicht mehr abgab. Cunego gewann vier Etappen, darunter die 18. Etappe nach Bormio 2000, bei der die Rivalität mit Simoni öffentlich deutlich wurde. Er schlug Simoni im Sprint, welcher ihn darauf einen „Bastard“ nannte. Zum Abschluss der Saison 2004 gewann er den Giro di Lombardia und sicherte sich damit die Führungsposition der UCI-Weltrangliste.
Seinen Erfolg beim Giro d’Italia 2004 konnte Cunego seitdem nicht mehr bestätigen und auch in den anderen „Grand Tours“, Tour de France und Vuelta a España, keine Siege erzielen. Sein Versuch der Titelverteidigung beim Giro d’Italia 2005 misslang, und er wurde lediglich 18. Im Nachhinein wurde als Erklärung für das Leistungsdefizit eine Erkrankung am Pfeifferschen Drüsenfieber diagnostiziert. In den Jahren 2006, 2007 und 2012 platzierte er sich jeweils unter den ersten Zehn der Italienrundfahrt. Bei der Tour de France 2006 wurde er Elfter und gewann die Nachwuchswertung. Seine beste Platzierung bei der Tour erreichte er 2011 als Sechster. Bei der Vuelta a España 2009 gewann er zwei Etappen.
Erfolgreicher blieb Cunego bei Eintagesrennen: Er gewann den Giro di Lombardia in den Jahren 2007 und 2008 noch zwei weitere Male. Im Jahr 2008 gewann er außerdem das niederländische ProTour-Rennen Amstel Gold Race im Bergaufsprint einer neunköpfigen Spitzengruppe und wurde bei den Weltmeisterschaften in Varese im Sprint der Verfolger Vizeweltmeister hinter Alessandro Ballan.

## Dopingverdacht
Eine Woche vor der Tour de France 2008 startete Cunego die Kampagne I am doping free, der sich zahlreiche Fahrer anschlossen und einen Sticker mit dieser Losung trugen. Zu diesem Zeitpunkt war Cunego jedoch schon selbst Dopingverdächtigungen ausgesetzt, zumal er 2007 mit dem umstrittenen Sportmediziner Luigi Cecchini zusammenarbeitete. Im Übrigen wurde bemerkt, dass Cunego seinen Erfolg beim Giro d’Italia 2004 bei keiner großen Landesrundfahrt wiederholen konnte. Es wurde die Hypothese vertreten, Cunego habe nach 2004 Doping abgesetzt und könne deswegen seine Leistungen nicht mehr wiederholen. Sein ehemaliger Teamkollege Leonardo Bertagnolli, der selbst wegen Dopinggebrauchs gesperrt wurde, zählt Cunego zu den sauberen Fahrern, die von Fahrern wie Bertagnolli betrogen worden seien. Cunego habe eine andere Mentalität und sei immer gegen das Dopingsystem angetreten. Der Girosieg von 2004 habe im Wesentlichen auf der schwachen Besetzung des Rennens und der taktischen Blockade der anderen Favoriten beim entscheidenden Angriff beruht.
Im April 2011 kündigte die Staatsanwaltschaft von Mantua an, u. a. Cunego wegen Dopings anzuklagen. Die Ermittlungen beruhten auf abgehörten Telefonaten und SMS und richten sich gegen zahlreiche Radrennfahrer, Trainer und Mediziner und unter anderem auch den Manager von Cunegos Lampre-Team Giuseppe Saronni. Im Sommer 2013 zitierte die italienische Sporttageszeitung Gazzetta dello Sport aus staatsanwaltlichen Dokumenten den Dopingexperten Sandro Donati, der ausführte „Damiano Cunegos EPO-Missbrauch wird durch Informationen in SMS und Telefonaten zwischen Sportdirektor Brent Copeland und Sergio Gelati indirekt bestätigt.“ Copeland war Sportlicher Leiter Cunegos bei Lampre und Gelatis Coach. Die Vorwürfe gegen Cunego wurden im November 2015 fallen gelassen.

## Studium
Im Oktober 2014 gab Cunego bekannt, das ProTeam Lampre-Merida zu verlassen und zum japanisch-italienischen Team Nippo-Vini Fantini zu wechseln. Verbunden war dieser Wechsel mit der Aufnahme eines Sportwissenschaftsstudium an der Universität Verona.

## Auszeichnungen
- 2004 wurde er mit dem «Premio Gianni Brera – Sportivo dell’anno» (Gianni-Brera-Preis) ausgezeichnet.

## Erfolge
1999
- Weltmeister – Straßenrennen (Junioren)

2002
- Giro d’Oro

2003
- Gesamtwertung und eine Etappe Tour of Qinghai Lake

2004
- Gesamtwertung Giro del Trentino
- Giro dell’Appennino
- GP Industria & Artigianato
- Gesamtwertung und vier Etappen Giro d’Italia
- GP Fred Mengoni, Due Giorni Marchigiana
- GP Nobili Rubinetterie
- Giro di Lombardia

2005
- eine Etappe Tour de Romandie
- GP Nobili Rubinetterie
- Japan Cup

2006
- Gesamtwertung Settimana Internazionale
- Giro d’Oro
- Gesamtwertung Giro del Trentino
- GP Industria & Artigianato
- Tour de France

2007
- Gesamtwertung und zwei Etappen Giro del Trentino
- eine Etappe Deutschland Tour
- Gran Premio Beghelli
- Giro di Lombardia

2008
- eine Etappe Baskenland-Rundfahrt
- Klasika Primavera
- Amstel Gold Race
- Weltmeisterschaft – Straßenrennen
- Lombardei-Rundfahrt
- Japan Cup

2009
- Gesamtwertung und zwei Etappen Settimana Internazionale
- zwei Etappen Vuelta a España

2011
- eine Etappe Giro di Sardegna
- Giro dell’Appennino
- eine Etappe Tour de Romandie

2012
- eine Etappe Giro del Trentino

2013
- eine Etappe Settimana Internazionale

2017
- eine Etappe Tour of Qinghai Lake

## Grand-Tour-Platzierungen
| Grand Tour            | 2003 | 2004 | 2005 | 2006 | 2007 | 2008 | 2009 | 2010 | 2011 | 2012 | 2013 | 2014 | 2015 | 2016 | 2017 |
| --------------------- | ---- | ---- | ---- | ---- | ---- | ---- | ---- | ---- | ---- | ---- | ---- | ---- | ---- | ---- | ---- |
| Giro d’ItaliaGiro     | 34   | 1    | 18   | 4    | 5    | –    | 17   | 11   | –    | 6    | –    | 19   | DNF  | 44   | –    |
| Tour de FranceTour    | –    | –    | –    | 11   | –    | DNF  | –    | 29   | 6    | –    | 55   | –    | –    | –    | –    |
| Vuelta a EspañaVuelta | –    | 15   | –    | –    | DNF  | DNF  | DNF  | –    | –    | 33   | –    | 76   | –    | –    | –    |